# Marc'Andria Maurizzi
Marc'Andria Maurizzi (Bastia, 16 maggio 2007) è uno scacchista francese, grande maestro.
Al luglio del 2021 è il più giovane grande maestro della storia della federazione francese e il quattordicesimo di sempre, avendo ottenuto il titolo all'età di 14 anni e 5 giorni. Precedentemente il record era detenuto da Étienne Bacrot, che lo aveva ottenuto nel 1997 all'età di 14 anni e 2 mesi.
Nella lista FIDE di marzo 2025 ha raggiunto il suo record con 2622 punti Elo, numero 9 Junior al mondo e 4º tra i francesi.

## Biografia
Nel 2019 all'età di 12 anni ottiene il titolo di Maestro Internazionale.

## Carriera
Nel 2020 in dicembre ottiene la sua prima norma di grande maestro internazionale a Sitges, in Spagna, dove realizza 6,5 punti su 10 al torneo Sunway Sitges International Chess Festival.
Nel 2021 in febbraio realizza la seconda norma di grande maestro, ancora in Catalogna al Barcelona Closed GM, dove totalizza 6,5 punti su 9. In maggio realizza la terza norma di grande maestro, stavolta a Chartres in Francia, alla seconda edizione del Tournoi de GMI du C’Chartres Echecs, dove totalizza 6,5 punti su 9.
Nell'ottobre 2023 ha vinto a Città del Messico il Campionato del mondo juniores di scacchi con 8,5 punti su 11, superando per spareggio tecnico altri tre avversari  .
Nel giugno 2024 vince con la squadra C'Chartres il Campionato francese a squadre.
Nel febbraio 2025 vince imbattuto, con 7,5 punti su 9 il Djerba International Chess Festival  .